# Séquence de Potter
 Mise en garde médicale
La séquence (ou le syndrome) de Potter est une série de malformations caractéristiques du nouveau-né à la suite d'un oligoamnios, c'est-à-dire une quantité insuffisante de liquide amniotique. Elle a été décrite par Edith Potter en 1946.

## Caractéristiques
Elle se caractérise par une agénésie rénale (qui cause l’oligo-anamnios), un faciès typique et des malformations des quatre membres.

### Faciès caractéristique
- Nez aplati
- Menton reculé
- Plis importants sous les yeux
- Oreilles implantées très caudalement par rapport à la normale, avec un pavillon très large et déformé.

### Autres malformations
- Dislocation des hanches
- Déformation des mains
- Pied-bot
- Hypoplasie pulmonaire
- Agénésie rénale